# Podblica
Podblica je naselje v Mestni občini Kranj. Ime je naselje dobilo po skali Beli peči, ki se dviga nad vasjo in je priljubljena izletniška točka domačinov. V vasi je gasilski dom z večnamensko dvorano in manjšo knjižnico in podružnična šola. Vas je bila prvič omenjena leta 1292.